# Cassandra Austen
Cassandra Elizabeth Austen (Steventon, Hampshire -  9 januari 1773 - Portsdown Lodge nabij Portsmouth, Hampshire - 22 maart 1845) was een Brits amateur aquarellist en de oudere zus van de schrijfster Jane Austen. De brieven tussen haar en Jane vormen een belangrijke basis over het leven van de auteur.

## Kindertijd
Austen werd geboren in 1773 in een pastorie in Steventon, Hampshire, als dochter van predikant en rector George Austen (1731-1805), en zijn vrouw Cassandra, geboren Leigh (1739-1827). Er waren acht Austen-kinderen; omdat Cassandra en Jane de enige meisjes waren, onderhielden ze hun hele leven een bijzonder hechte band. Er zijn meer dan honderd brieven van Jane aan Cassandra bewaard gebleven. Deze brieven hebben historici geholpen om details over het leven van de schrijfster te verzamelen.
Cassandra en Jane vertrokken in 1783 naar Mrs. Cawley, de zus van hun oom, om een opleiding te volgen. Cawley woonde eerst in Oxford, later in Southampton. Toen er in Southampton een epidemie uitbrak, keerden de zusjes Austen terug naar Steventon. Tussen 1785 en 1786 studeerden ze aan de Reading Abbey Girls' School. Oorspronkelijk zou Jane niet gaan, omdat ze te jong werd geacht voor kostschool, maar uiteindelijk ging ze toch samen met haar zus. In de woorden van hun moeder: “Als Cassandra haar hoofd afsnijdt, zou Jane aandringen op het delen van haar lot.”

## Kunst

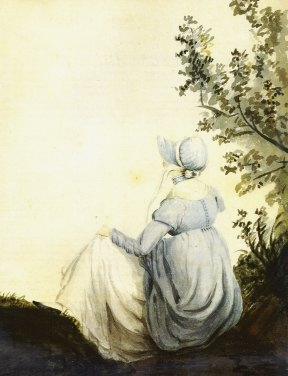
Rugaanzicht van Jane - Aquarel van Cassandra Austen uit 1804

De twee meisjes Austen kregen thuis ook teken- en pianoles. In 1791 maakte Cassandra een serie cirkelvormige illustraties van Britse vorsten voor Jane's manuscript The History of England, waarvan bekend is dat ze meer op leden van de familie Austen leken dan op die van het koninklijk huis. Cassandra Austen maakte twee schilderijen van haar zus. Het ene, geschilderd in 1804, is een achteraanzicht van Jane zittend bij een boom. Het andere, een onvolledig frontaal portret uit circa 1810. Deze schets bevindt zich nu in de National Portrait Gallery in Londen.

## Later leven
Cassandra's vader, George Austin, vulde zijn inkomen van plattelandspastoor aan door leerlingen bijles te geven ter voorbereiding van hun studies aan de Universiteit van Oxford. Na zijn afstuderen in 1794 verloofde een voormalig student, Thomas Fowle, zich met Cassandra. Fowle had geld nodig om te trouwen en meldde zich aan als aalmoezenier van zijn neef generaal Lord Craven, bij een militaire expeditie naar het Caribisch gebied. Daar overleed Fowle in 1797 aan gele koorts. Austen erfde £1000 van hem, wat haar een beetje financiële onafhankelijkheid gaf, maar net als haar zus Jane, trouwde ze nooit.
Na de dood van haar vader in 1805 verhuisden Austen, haar zus en hun moeder naar Southampton, waar ze vijf jaar lang bij hun broer Francis Austen (familienaam 'Frank') en zijn gezin woonden. In 1809 verhuisden ze opnieuw naar een huisje in het dorp Chawton op het landgoed van hun broer Edward.
Jane Austen overleed in 1817 en Cassandra zou in 1843, een paar jaar voor haar eigen dood, twee derde van Jane's brieven hebben vernietigd. De rest schonk ze als aandenken aan familieleden. Austen bleef in Chawton wonen bij haar moeder en een vriendin van de familie, Martha Lloyd. Haar moeder stierf in 1827 en Martha vertrok om in 1828 met Cassandra's broer Frank te trouwen. Cassandra woonde verder alleen in de cottage maar bleef vrienden en relaties bezoeken. Tijdens zo'n bezoek aan haar broer Frank, in maart 1845, kreeg ze een beroerte. Frank, die op 71-jarige leeftijd nog steeds admiraal in dienst was, stond op het punt te vertrekken om het bevel over de Noord-Amerikaanse basis van de Royal Navy op zich te nemen en was genoodzaakt om zijn zieke zus in zijn huis (Portsdown Lodge, Widley bij Portsmouth) achter te laten onder de hoede van een andere broer, Henry. Cassandra stierf daar een paar dagen later op 22 maart 1845; ze werd 72 jaar oud. Haar lichaam werd teruggebracht naar haar geboortedorp Chawton om daar bij haar moeder begraven te worden.

## Films en series met Cassandra als personage
- The real Jane Austen (2002) met Lucy Cohu als Cassandra en Danielle Green als de jonge Cassandra en Gillian Kearney als Jane
- Miss Austen regrets (2007), BBC-drama met Greta Scacchi als Cassandra en Olivia Williams als Jane
- Becoming Jane (2007), met Anna Maxwell Martin als Cassandra en Anne Hathaway als Jane
- Miss Austen (2025), miniserie met Keeley Hawes als Cassandra en Patsy Ferran als Jane

## Bron
- Dit artikel of een eerdere versie ervan is een (gedeeltelijke) vertaling van het artikel Cassandra Austen op de Engelstalige Wikipedia, dat onder de licentie Creative Commons Naamsvermelding/Gelijk delen valt. Zie de bewerkingsgeschiedenis aldaar.

- Bibsys: 1579001846962
- Gemeinsame Normdatei: 138480184
- International Standard Name Identifier: 0000 0000 6688 0187
- Library of Congress Control Number: n82071586
- MusicBrainz: 304f69e1-25dd-4f5b-baff-9b7875d49fb8
- Nationale bibliotheek van Australië: 35815600
- Nationale Bibliotheek van Israël: 987007277967905171
- Nationale en Universitaire bibliotheek Zagreb: 000767510
- Nederlandse Thesaurus van Auteursnamen: 072362855
- RKD-Nederlands Instituut voor Kunstgeschiedenis: 3007
- SNAC: w6ns13h0
- Système universitaire de documentation: 114182345
- Trove: 1100219
- Union List of Artist Names: 500031673
- Virtual International Authority File: 55493294
- WorldCat: E39PBJvd6xpVqq3bwvF46jJFKd